# 大森ふるさとの浜辺公園
大森ふるさとの浜辺公園（おおもりふるさとのはまべこうえん）は、東京都大田区にある区立の海浜公園である。本項では同公園が所在する大田区の町名「ふるさとの浜辺公園（ふるさとのはまべこうえん）」についても説明する。

## 大森ふるさとの浜辺公園
東京都内では初の区立の海浜公園である。大田区内を流れている内川の河口部分を埋め立てて作られた公園で、人工海浜や人工干潟などが備えられ、磯遊びや水遊びができるスポットとなっている。
また隣接して平和の森公園があるほか、付近には都堀公園、平和島公園などもあり、当公園付近は大田区内でも身近に自然に触れられる数少ないエリアとなっている。

### 歴史
- 2001年 - 着工
- 2005年3月1日 - 住居表示を実施し[4]、公園の大部分の住居表示（町名）が「ふるさとの浜辺公園」となる。
- 2007年4月1日 - 開園。
- 2017年4月1日 - 大森東水辺スポーツ広場、レストハウス、船着場がオープン。

### 主な施設

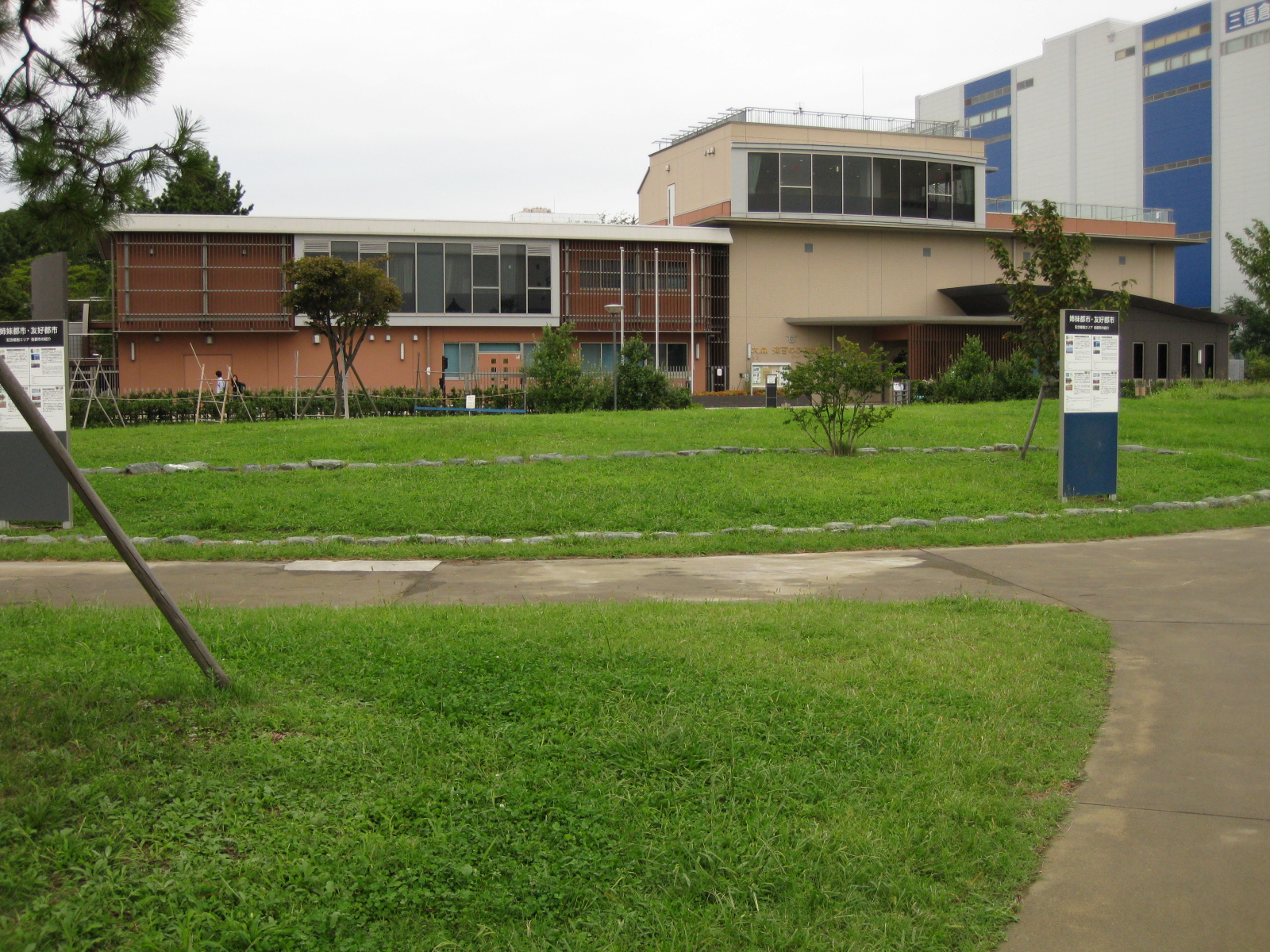
大森海苔のふるさと館(2010年9月撮影)

- 人工干潟
- 人工砂浜

小豆島の白砂を使用した砂浜となっている。付近を流れる内川に下水が流入することがあり、水質が良くないため遊泳は禁止
- ふるさとの広場

ローラースライダー
- 海辺の自然広場

総面積：約18.7ヘクタール
- レストハウス
- 船着場
- フットサル場
- 大森東水辺スポーツ広場

都内初の常設ビーチバレーコート4面(メインコート1面、サブコート3面)が設置された。
- 大森 海苔のふるさと館
  - 海苔で有名であった大森の街の歴史に触れられるように、2008年4月6日に公園内に完成。
  - 開館時間：午前9時から午後5時まで（6月から8月は、午前9時から午後7時まで）
  - 入館料：無料
  - 休館日：第3月曜日（第3月曜日が祝日の場合は翌日休館）および年末年始（12月29日から1月3日まで）

### 近接施設
- 平和島公園
- 平和の森公園（隣接）
- 都堀公園
- 東京ガス大森グラウンド

### アクセスなど
- 京急本線平和島駅より徒歩約15分・大森町駅より約徒歩12分。また、東京モノレール羽田空港線・流通センター駅より徒歩15分。ほかに大森駅、蒲田駅より京浜急行バス。
- 利用可能時間：浜辺エリア（海辺の自然広場・展望広場・砂浜部分）へは深夜、早朝の時間帯は立ち入り禁止となっている。
  - 開園時間：午前5時30分
  - 閉園時間：午後9時 ただし年末年始（12/29-1/3）は原則閉園。
- 駐車場：大森ふるさとの浜辺公園駐車場。普通車は30分100円（観光バス30分300円）
- 料金：入園無料。

## ふるさとの浜辺公園（町名）
「ふるさとの浜辺公園」は、2005年に住居表示実施で設定された大田区の町名。
| 実施後             | 実施年月日   | 実施前                                                             |
| ------------------ | ------------ | ------------------------------------------------------------------ |
| ふるさとの浜辺公園 | 2005年3月1日 | 大森東一丁目の一部、大森東三丁目無番地国有地の地先公有水面の埋立地 |

- 郵便番号 : 143-0007[2]（集配局 : 大森郵便局[7]）。